# Tagliata (Racconigi)
La Tagliata (Tajà in piemontese) è una frazione del comune di Racconigi, in provincia di Cuneo, da cui dista 3 km in direzione est.

## Storia
Abitata già al tempo dei romani, come testimoniano ritrovamenti in loco di tombe del IV secolo d.C. la Tagliata ha mantenuto nel tempo una connotazione prevalentemente agricola.
Fino agli anni '80 del Novecento era presente una scuola elementare, in cui ha insegnato la scrittrice Lidia Beccaria Rolfi
Oggi è interessata da un aumento di popolazione in seguito alla scelta di alcune famiglie originarie della frazione di rimodernare o costruire nuove abitazioni nella zona.

## Geografia antropica

### Urbanistica
La frazione si presenta come un nucleo sparso di cascine e cascinali. L'asse è la via maestra che attraversa da nord a sud l'abitato. All'altezza della chiesa di sant'Anna vi è un piccolo slargo alberato.

## Arte
L'unico monumento degno di menzione è la chiesa di Sant'Anna. Edificata attorno al 1750 essa si presenta in forme barocche con corpo in mattoni a vista e facciata a timpano. A aula unica, pianta rettangolare conserva alcune pale di altare di scuola piemontese, mentre l'interno è alquanto lineare e sobrio nella decorazione. È affiancata da un modesto campanile ed è tuttora officiata.
A circa 2 km a sud dell'abitato esiste la Villa del Cayre un tempo fastosa abitazione del pittore Augusto Levis ora in notevole stato di abbandono.

## Economia
Predomina il settore agricolo con coltivazione intensiva di mais, soia, grano e erbe officinali. Recentemente è stata introdotta la coltura del pomodoro destinato alle industrie conserviere.
L'allevamento è specializzato nel settore suinicolo, bovino e avicolo.
Esistono alcune piccole officine meccaniche a conduzione familiare.

## Sport
- Nelle vicinanze della frazione, in località San'Elia esiste un attrezzato campo di volo per mezzi ultraleggeri[3]
- In regione Cayre è attivo un campo per tiro al piattello su cui si disputano gare a livello regionale nell'ambito della Federazione Italiana Tiro a Volo[4].